# Bayeux (Paraíba)
Bayeux (pronuncia-se: baiê) é um município brasileiro do estado da Paraíba, localizado na Região Metropolitana de João Pessoa. Sua população, conforme estimativa do IBGE para 1.º de julho de 2021, era de 97 519 habitantes, distribuídos em 27,7 km² de área.

## História
Índios potiguaras e tabajaras viviam no litoral paraibano, às margens do rio Paraíba e alguns de seus afluentes, como rio Sanhauá e o rio Paroeira, onde atualmente o município de Bayeux se situa. O início de sua colonização foi muito influenciada pela proximidade com a cidade de Filipeia de Nossa Senhora das Neves, como era então chamada João Pessoa.
A colonização do município de Bayeux, localidade outrora denominada Barreiros, está muito ligada às histórias de João Pessoa e Santa Rita. Em 1585 foi fundada a cidade de Filipeia de Nossa Senhora das Neves e anos mais tarde foi iniciado o povoado de Santa Rita. Bayeux, no meio das duas localidades sofreu influência dessas colonizações. A povoação, então distante quatro quilômetros de Filipeia, começou com o nome de Rua do Baralho. Depois, Boa Vista e, em 1634, Barreiros — nome em decorrência do engenho de Barreiros. Sobre tal engenho, há uma citação no livro Diálogos das grandezas do Brasil', de 1610, do escritor Ambrósio Fernandes Brandão:
Fora do Varadouro, subindo o rio [Paraíba] durante uma meia hora, chega-se ao primeiro engenho chamado os Barreiros, que quer dizer sitio onde há muito barro, e aí se costuma cozer muitos vasos e telhas para a coberta das casas. O dono deste engenho era um tal Domingos Carneiro; mas como, antes da conquista [da Paraíba pelos neerlandeses], ele partiu para Portugal, declarou-se confiscado o seu engenho para a Companhia [das Índias Ocidentais], e o Supremo Concelho o vendeu a um mercador de Amsterdã chamado Josias Marscha), que é presentemente o seu dono. Quase confronte a este engenho, rio acima, desemboca o Iniobi (Inoby) no Paraíba (...)— Instituto Arqueológico e Geográfico Pernambucano, 1883
O Decreto-Lei estadual nº 546, de 21 de junho de 1944, sugestão do então jornalista Assis Chateaubriand ao interventor do estado na época, Rui Carneiro, modificou finalmente o nome para Bayeux em homenagem à cidade francesa de mesmo nome a ser libertada do poder nazista pelos aliados durante a Segunda Guerra Mundial. Já a elevação à categoria de distrito ocorreu através da lei municipal nº. 48, de 10 de dezembro de 1948. Bayeux pertenceu ao município de Santa Rita até então, quando finalmente adquiriu o status de município pela Lei no. 2.148, de 28 de junho de 1959. A instalação oficial do município se deu no dia 15 de dezembro de 1959.
Sua principal artéria urbana é a Avenida Liberdade, cujo nome também remete à libertação da referida cidade francesa do poder nazista.

## Geografia
Com 32 km², o município de Bayeux tem uma importante área representativa do ecossistema de manguezal, região que se mostra de grande importância para a preservação da fauna e da flora ameaçadas, mas ainda existentes no estuário do Rio Paraíba. Em torno de 60% do território municipal ainda são constituídos de manguezais e resquícios de Mata Atlântica, como a Unidade de Conservação Estadual da Mata do Xem-xem, com 181,22 hec.
Toda essa diversidade representa um relevante potencial para a geração de renda e empregos com a exploração do ecoturismo (ainda inexplorado pelo município), o qual pode ser viabilizado em virtude da proximidade com João Pessoa, bem como pela facilidade de acesso à própria cidade de Bayeux, que conta com rodovias federais e estaduais e quilômetros de rios navegáveis.
Bayeux insere-se na unidade geoambiental dos Tabuleiros Costeiros e portanto a vegetação que predomina é a floresta subperenifólia, com partes de Floresta Subcaducifólia e transição cerrado/floresta. O município está situado nos domínios da bacia hidrográfica do rio Paraíba, região do Baixo Paraíba e tem como principais tributários os rios Paroeira, Manhaú e Marés, além do riacho do Meio, todos de regime perene. Como recursos hídricos conta ainda com os açudes Santo Amaro e Marés. [carece de fontes?] A Ilha do Eixo, ainda parcialmente coberta de manguezais, é parte integrante de seu território e se situa no estuário do rio Paraíba.
O clima é tropical úmido, com temperatura média anual de 25,6 °C e índice pluviométrico de aproximadamente 1 750 milímetros anuais, concentrados entre os meses de abril e julho. A amplitude térmica é baixa, devido à proximidade com o litoral.
| Dados climatológicos para Bayeux      | Dados climatológicos para Bayeux | Dados climatológicos para Bayeux | Dados climatológicos para Bayeux | Dados climatológicos para Bayeux | Dados climatológicos para Bayeux | Dados climatológicos para Bayeux | Dados climatológicos para Bayeux | Dados climatológicos para Bayeux | Dados climatológicos para Bayeux | Dados climatológicos para Bayeux | Dados climatológicos para Bayeux | Dados climatológicos para Bayeux | Dados climatológicos para Bayeux |
| Mês                                   | Jan                              | Fev                              | Mar                              | Abr                              | Mai                              | Jun                              | Jul                              | Ago                              | Set                              | Out                              | Nov                              | Dez                              | Ano                              |
| ------------------------------------- | -------------------------------- | -------------------------------- | -------------------------------- | -------------------------------- | -------------------------------- | -------------------------------- | -------------------------------- | -------------------------------- | -------------------------------- | -------------------------------- | -------------------------------- | -------------------------------- | -------------------------------- |
| Precipitação (mm)                     | 83,7                             | 101,5                            | 155,9                            | 211,7                            | 226,3                            | 259                              | 194,5                            | 110,5                            | 58,7                             | 27,7                             | 20,9                             | 40,5                             | 1 491                            |
| Fonte: Atlas Pluviométrico da Paraíba |                                  |                                  |                                  |                                  |                                  |                                  |                                  |                                  |                                  |                                  |                                  |                                  |                                  |

## Cultura
O padroeiro do município é São Sebastião, cuja festa se realiza em 20 de Janeiro. O município ainda festeja o dia de São Pedro em 25 de julho, o dia de São Bento no mês de Julho e Nossa Senhora da Conceição em dezembro. Suas manifestações culturais são representadas por quadrilhas juninas, grupos teatrais, Festival do Caranguejo, Carreata do Fusca, Corrida de Canoas, comidas típicas e artesanatos.
O caranguejo é um dos motivos que proporcionaram a realização do ‘’’I Caranga Fest - Festival do Caranguejo’’’, no ano de 1997. O festival é aberto com o Love ao Fusca, uma carreata que já se tornou tradicional e conta com a participação de aproximadamente 200 Fuscas de vários modelos e anos. É realizada sempre no dia 29 de agosto e uma grande variedade de pratos feitos à base de caranguejo são servidos nessa festa, como: "ensopado de caranguejo", "caranguejo ao coco", "patola de caranguejo", "casquinha de caranguejo" e "pirão de caranguejo".
Bayeux tem a maior produção de caranguejo do Estado da Paraíba. No ano de 1996, sua produção chegou a 114,7 toneladas, o que correspondeu a 24,62% da produção estadual. Contudo, com a exploração desenfreada desse crustáceo, a produção tende a cair, segundo estudos de impacto ambiental. Contudo, a coleta ilegal indiscriminada, assim como a poluição dos manguezais, têm tornado esse crustáceo cada vez mais raro na região, o que representa uma ameaça à culinária e às tradições locais. O Ibama tem se mostrado preocupado com a preservação das espécies estuarinas e com isso emitido portarias visando defendê-las.

## Demografia

### Subdivisões

Mapa dos bairros de Bayeux

Segundo o IBGE, Bayeux é formada por um único distrito, o distrito-sede, e conta com os seguintes quatorze bairros:
- Alto da Boa Vista
- Baralho
- Brasília
- Centro
- Comercial Norte
- Imaculada
- Jardim Aeroporto
- Jardim São Severino
- Jardim São Vicente
- Mário Andreazza
- Rio do Meio
- São Bento
- Sesi
- Tambay

### Evolução populacional
| Fonte: IBGE |